# 湿生薹草
湿生薹草（学名：Carex limosa）为莎草科薹草属的植物。分布于俄罗斯西伯利亚和远东地区、日本、蒙古、朝鲜、欧洲、北美以及中国大陆的辽宁、黑龙江等地，生长于海拔700米的地区，多生于沼泽地以及水边草地，目前尚未由人工引种栽培。